# Атал
Атал — туркменское село в составе Яксатовского сельсовета Приволжского района Астраханской области. Входит в Астраханскую агломерацию. Место компактного проживания астраханских туркменов. Население 643 человек (2010), 81 % из них — туркмены .

## История
Атал - на Чувашском языке Волга переводится как Атал. Хазарский  язык считается родственным. Возможно название осталось от Хазар или родственных народов.

## География
Атал расположен в юго-восточной части Астраханской области, в дельте реки Волги и находится на р. Кизань
Абсолютная высота 26 метров ниже уровня моря
.

## Население
| 2002 | 2010 |
| ---- | ---- |
| 655  | ↘643 |

Национальный состав
Население по переписи 2010 года составляет 643 человек. Более 81 % населения составляют туркмены. Так же проживают татары (11 %), казахи (5 %) и русские (3 %).

## Инфраструктура
Пристань.

## Транспорт
Водный и автомобильный транспорт.